# تولید (علم رایانه)
یک تولید یا قاعده تولید (به انگلیسی: production rule) در علوم رایانه، یک قاعده بازنویسی است که یک جایگزینی نماد را تعیین می‌کند که آن را می‌توان به صورت بازگشتی اعمال کرد تا ترتیب‌های نمادی جدیدی ساخت. مجموعه متناهی از قواعد تولید {\displaystyle P} مولفه اصلی در تعیین یک دستور صوری است (مخصوصا دستور زایشی). مولفه‌های دیگر یک مجموعه متناهی {\displaystyle N} از نمادهای غیرپایانی، یک مجموعه متناهی (که الفبا هم نامیده می‌شود) {\displaystyle \Sigma } از نمادهای پایانی که از {\displaystyle N} مجزا هستند، و یک نماد متمایز {\displaystyle S\in N} که «نماد شروع» نامیده می‌شود، است.